# سفون
طيب العرب، أسد عطري أو السفون أو رُكَيْب أو لِحْيَةُ الرَّجُل إذخر (الاسم العلمي: Andropogon) هي جنس من النباتات يتبع الفصيلة النجيلية من رتبة القبئيات.